# Benalúa
Benalúa é um município da Espanha na província de Granada, comunidade autónoma da Andaluzia, de área 8,69 km² com população de 3300 habitantes (2007) e densidade populacional de 379,75 hab./km².

## Demografia
| Variação demográfica do município entre 1991 e 2004 | Variação demográfica do município entre 1991 e 2004 | Variação demográfica do município entre 1991 e 2004 | Variação demográfica do município entre 1991 e 2004 |
| --------------------------------------------------- | --------------------------------------------------- | --------------------------------------------------- | --------------------------------------------------- |
| 1991                                                | 1996                                                | 2001                                                | 2004                                                |
| 3441                                                | 3357                                                | 3196                                                | 3222                                                |